# Прва влада Љубомира Стојановића
Прва влада Љубомира Стојановића је била влада Краљевине Србије од 29. маја до 12. августа 1905.

## Чланови владе
| Функција                                                  | Слика | Име и презиме      | Детаљи      |
| --------------------------------------------------------- | ----- | ------------------ | ----------- |
| Председник Министарског савета и министар унутрашњих дела |       | Љубомир Стојановић |             |
| Министар иностраних дела                                  |       | Јован Жујовић      | заступник   |
| Министар правде                                           |       | Никола П. Николић  | до 23.5/5.6 |
| Министар правде                                           |       | Иван Павићевић     | заступник   |
| Министар финансија                                        |       | Милан Марковић     |             |
| Министар просвете и црквених дела                         |       | Јован Жујовић      |             |
| Министар војни                                            |       | Василије Антонић   |             |
| Министар грађевина                                        |       | Владимир Тодоровић |             |
| Министар народне привреде                                 |       | Иван Павићевић     |             |